# 戴思敏
戴思敏 ECA MLA（Marlaina Danielle Smith，1971年4月1日—），加拿大記者、政治家，2022年10月起為第19任亞伯達省省長和現任聯合保守黨黨魁。戴思敏於2009年投身亞伯達省省政，成為野玫瑰黨領袖，2012年贏得了亞伯達省議會的席位，擔任反對黨領袖，2014年則轉投執政的亞伯達進步保守黨。她從2012年到2015年間出任海伍德選區省議員，2022年11月起則任布魯克斯-梅迪辛哈特選區省議員。其政見與自由意志主義吻合，如支持同性婚姻合法、反對對未接種新冠疫苗者的限制。

## 早年生活及事業
她於亞伯達省卡加利出生，在家裏五名子女中排行第二，一家居於當地廉租屋。她在卡加利大學修讀期間出任該校的進步保守黨校園協會主席並結識首任丈夫麥金斯利（Sean McKinsley），從該校獲取英文文學士學位後一度居於溫哥華，在當地任侍應生和臨時演員。她後返回卡加利大學進修，1997年取得經濟學文學士學位，其中一名教授弗拉納根（Tom Flanagan）成為她的導師。弗拉納根於1996年推薦戴思敏到菲沙研究所出任為期一年的公共政策見習生，她從政後則於2012年省選期間任職其競選經理。
她於1998年競逐並當選卡加利教育局學務委員，首度出任民選公職，然而省政府卻於11個月後因該局運作混亂而將之解散。她後於《卡加利先驅報》（Calgary Herald）任職專欄作家，覆蓋議題包括卡加利市政府和醫療改革，但亦有討論較具爭議性的議題。她於2003年撰文支持性工作合法化並提出在卡加利設立紅燈區，同年亦撰文稱吸煙可「減低疾病風險」。2003年她加入環球電視，主持該台的公共事務節目《環球星期日》，期間結識第二任丈夫、環球電視執行製作人莫雷塔（David Moretta）。她亦曾於卡加利的CKMX電台任職節目主持，2006年起則任加拿大獨立企業聯會的亞省總監。

## 野玫瑰黨黨魁
戴氏原本是屬中間偏右的進步保守協會（通稱進步保守黨）黨員，但她認為於2006年當選黨魁的斯特默（Ed Stelmach）不善控制省府開支，遂對其財政政策漸生不滿。省府公布2008年財政預算案後，她覺得斯特默政府「迷失方向」，遂於2009年轉投新興右翼政黨野玫瑰黨（Wildrose Party）。進步保守黨曾出動財政保守派黨員安德森（Rob Anderson）挽留戴思敏，但她無動於衷，並謂進步保守黨政府已「無可救藥」。
在野玫瑰黨高層鼓勵下，她參選該黨黨魁，並於2009年10月17日當選。野玫瑰黨當時操控亞伯達省議會四個議席，而戴思敏當選黨魁後該黨民望亦繼續攀升；她並成功慫恿包括安德森在內的三名進步保守黨省議員轉投野玫瑰黨。

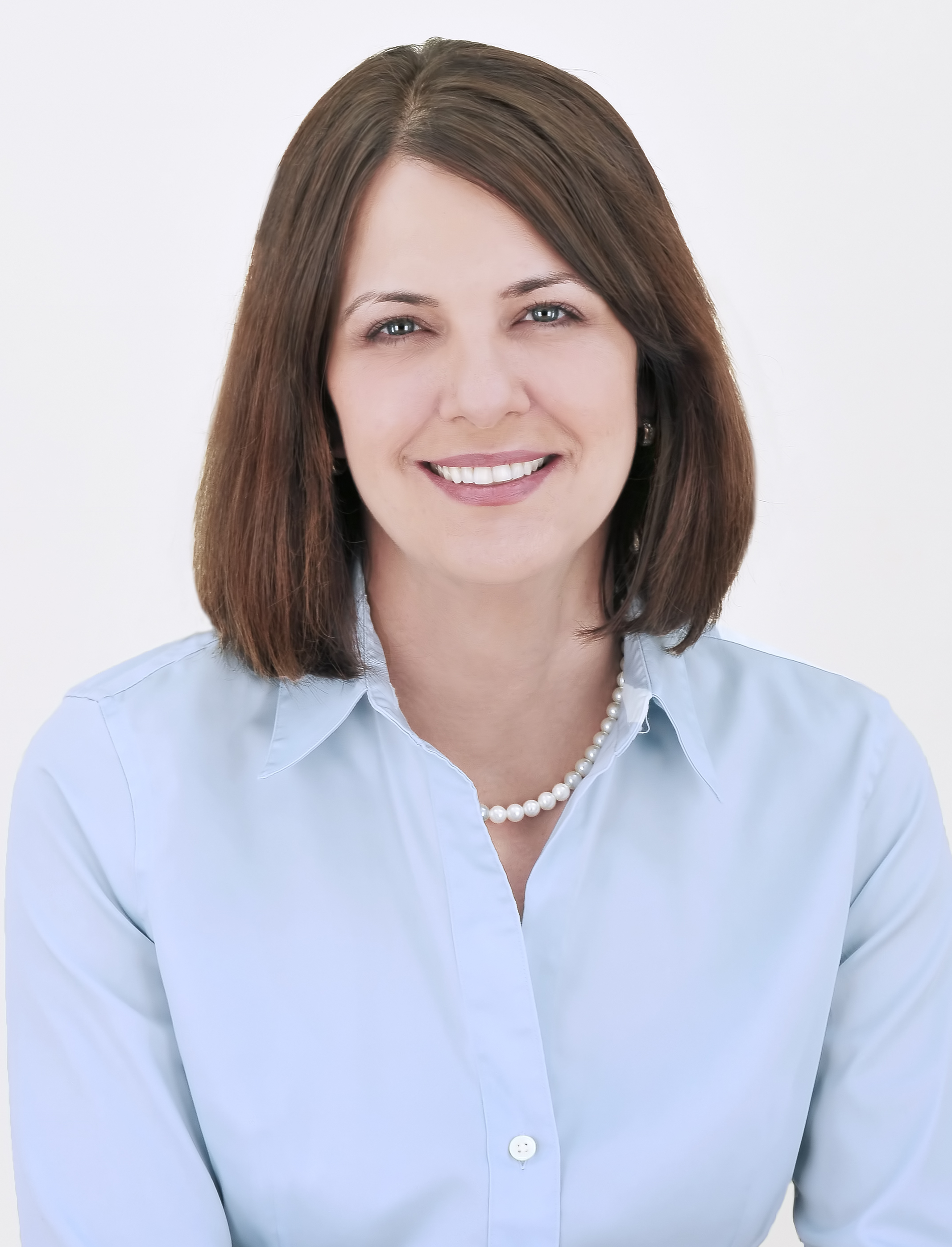
2012年時的戴思敏

戴思敏在2012年省選中出戰卡加利以南的海伍德選區並告當選，首度晉身省議會。她領導下的野玫瑰黨贏取省議會17個議席，得票率為34.3%，並取代亞伯達自由黨的第二大黨地位，她遂成為官方反對黨領袖。然而省選前多項民調顯示野玫瑰黨領先自1971年起在亞伯達省連續執政的進步保守黨；有評論指兩名野玫瑰黨候選人發表爭議言論後獲戴思敏護航，可能導致該黨失掉選前優勢。愛民頓選區候選人洪斯珀格（Allan Hunsperger）在博客撰文指同性戀者若不放棄其生活方式的話便會置身「火湖之中」，而卡加利選區候選人利奇（Ron Leech）則表示其白人身份有利自己選情。《國家郵報》評論指洪斯珀格和利奇的極端觀點，加上戴思敏拒絕譴責兩人，令她錯失擊敗進步保守黨的機會。野玫瑰黨最終在卡加利只贏取兩個議席，在愛民頓更全軍覆沒。

## 重投進步保守黨
進步保守黨黨魁兼亞伯達省省長歐麗芳於2014年春季因貪腐醜聞下台，野玫瑰黨原為最大受益者。然而，彭迪思繼任後帶領進步保守黨贏取四場省議會議席補選，野玫瑰黨銳氣因而受挫。此外，戴思敏在野玫瑰黨年會中支持的一項反歧視決議在她離開會議室期間受到否決，其威信遂受打擊。

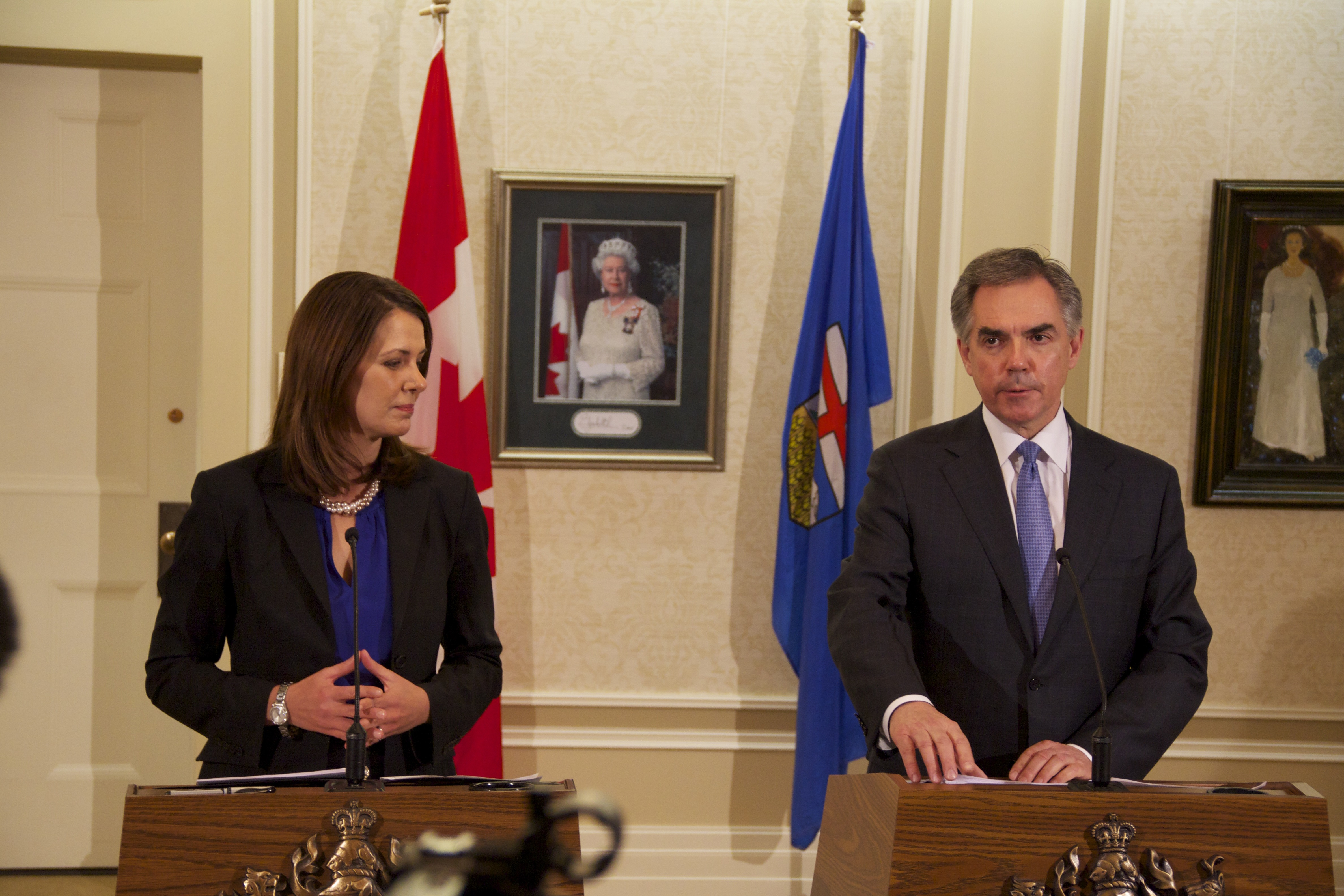
在彭迪思見證下，戴思敏於2014年12月宣佈她本人與另外八名野玫瑰黨省議員轉投進步保守黨

2014年11月，兩名野玫瑰黨省議員轉投進步保守黨。戴思敏固然批評此事，並稱不會再有議員轉投。然而她最終打倒故我，於同年12月17日宣佈她本人與該黨另外八名省議員亦轉投進步保守黨，進步保守黨遂佔省議會87個議席中的70席。她稱與彭氏政見相近，且希望他成功並團結保守陣營，故無法繼續任反對黨領袖。
戴思敏後於Facebook撰文，為未有徵詢省民意見前便轉投陣營向選民道歉，但堅持她團結保守陣營的決定正確，並表示會尋求下屆省選海伍德選區的進步保守黨候選人資格。然而戴思敏轉投陣營的舉動震怒海伍德選區內不少居民，她亦於2015年3月落選黨內初選。該議席於2015年省選再度由野玫瑰黨取得；而受惠於右派相爭，左翼的新民主黨則首次取得執政權。
戴思敏卸任省議員後，於2016年加入卡加利的CHQR電台任職清談節目主持，2021年則表示受到網路白目困擾而辭任電台主持並離開推特。

## 省長生涯
其後進步保守黨與野玫瑰黨合併為聯合保守黨，戴氏亦成為一員，該黨並於2019年省選壓倒新民主黨上台執政。2022年，黨魁兼省長康尼表示準備辭職，戴思敏則於同年5月宣佈參選；《卡加利太陽報》報道該黨內部調查顯示她為黨魁熱門人選。戴思敏的主要綱領為推行《亞伯達主權法令》，為亞省從聯邦政府爭取更高自主權，並提倡亞省有權不跟從與該省司法權限有所抵觸的聯邦法律。但其餘參選人、康尼以至總理小杜魯多都質疑這會否引發憲政危機。甚至省督表示如果議會通過法案，要尋求法律意見才決定要否御准法案。最終戴氏於末輪投票中以53%微弱優勢當選黨魁，並於2022年10月11日獲省督委任為省長兼跨政府事務廳長。
戴思敏當時並非省議員，因此不能在議事廳內代表聯合保守黨。就此，布魯克斯-梅迪辛哈特選區省議員弗萊（Michaela Frey）宣佈禪讓該議席，讓戴思敏參與該區補選。補選於2022年11月8日舉行，戴思敏獲得54.5％選票支持，藉此重返議事堂發言。其後省政府旋即提交《亞伯達主權法令》並獲得通過。
2023年省選中，戴思敏領導下的联合保守党在省议会选举中取得49个席位，儘管席位數有所減少但仍繼續組建多數政府。

## 外部連結
- 维基共享资源上的相關多媒體資源：戴思敏